# Slobodni grad Lübeck
Slobodni i hanzeatski grad Lübeck bio je grad-država od 1226 .do 1937., u onom što su sada njemačke države Schleswig-Holstein i Mecklenburg-Vorpommern.

## Povijest

### Slobodni carski grad i Hanzeatska liga
Godine 1226 car Fridrik II. je proglasio grad Lübeck slobodnim carskim gradom. Lübečki Zakon bio je ustav gradskog oblika vlasti razvila nakon proglašenja samostalnost. U teoriji, Lübečki zakon je činio grad koji ga je usvojio neovisnim od plemstva. U 14. stoljeću Lübeck je postao "Kraljica Hanze", jer je bio daleko najveći i najmoćniji član te srednjovjekovne trgovinske organizacije.
Godine 1359 Lübeck je kupio Kneževinu (Herrschaft) od Mollna od zaduženog Alberta V., vojvode od Saxe-Bergedorf-Mollna, ogranka dinastije   Saxe-Lauenburg.Grad i vojvoda - uz suglasnost kneževa brata Erica - dogovorili su cijenu od 9,737.50 Lübečkih maraka. Stranke su   također složile klauzulu koja omogućuje otkup zemlje od strane vojvode ili njegovih nasljednika, ali samo ako kupnjom vraćaju imovinu sebi, a ne za treću stranu. Lübeck je smatrao ovu akviziciju od presudne važnosti, jer je Molln bio važno postaj u trgovini (pogotovo solju) između Skandinavije i gradova Brunswicka i Lüneburga preko Lübecka. Stoga je Lübeck opremio Molln s naoružanim čuvarima za održavanje zakona i reda na cestama.
1370. Lübeck je dodatno stekao - putem jamstva za kredit -  kneževinu   Bergedorf,  Vierlande, pola Sachsenwald (Saske šume ) i Geesthacht od vojvode Erica III., koji je u međuvremenu naslijedio svog pokojnog brata Alberta V. Ovo stjecanje uključuje veći dio trgovačkog puta između Hamburga i Lübecka, čime se osigurao siguran teretni put između gradova. Eric III. je zadržao doživotno uživanje tih zemalja.
Lübeck i Eric III. dodatno su propisali da će, kada   Eric umre, Lübeck će imati pravo na posjed založenog teritorija dok su njegovi nasljednici mogli otplatiti dug i istovremeno ostvariti otkup Mollna.U ovoj fazi iznos je izračunat na 26.000 lübečkih Maraka, što je bila ogromna količina novca u to vrijeme.
1401. Eric III.  je umro bez nasljednika i naslijedio ga je njegov rođak Eric IV., vojvoda od Saxe-Ratzeburg-Lauenburga. U istoj godini Eric IV., podržan od strane svojih sinova Erica (kasnije vladajućeg kao Eric V.) i Ivana  (kasnije Ivana IV.), zauzeo je založenu zemlju bez ugovorene isplate i prije nego što ju je Lübecku mogao osvojiti. Lübeck je pristao na to.
1420. Eric V. je napao Fridrika I., izbornog kneza Brandenburga i Lübeck je stekao Hamburg kao nagradu za ratni savez s Brandenburgom. Vojske obaju gradova otvorile su drugi front i osvojile Bergedorf, dvorac Riepenburg i naplatnu postaju na rijeci Esslingen (današnji trajekt Zollenspieker ) u roku od nekoliko tjedana. To je prisililo Erica V.   na mir u Perlebergu 23. kolovoza 1420. godine, koji je odredio da se svi založeni teritoriji, koje su Eric IV., Eric V. i   Ivan IV.  silom zauzeli godine 1401.  neopozivo ustupaju gradovima Hamburgu i Lübecku.  Gradovi su ta područja pretvorili   u "Beiderstädtischer Besitz" (kondominij oba grada), gdje su vladali ovršitelji s manatom od četiri godine. Ovršitelji su trebali biti   iz svakog od gradova naizmjence.
Hanza, pod vodstvom Lübecka, borila se u nekoliko ratova protiv Danske s različitim stupnjevima uspjeha. Dok su Lübeck i Hanza pobijedili 1435. i 1512. godine Lübeck izgubio kada je postao uključeni u grofovski feud, građanski rat koji je bjesnio u Danskoj od 1534. do 1536. Lübeck se pridružio i Schmalkaldskom savezu. Nakon poraza u grofovskom feudu, moć Lübecka je polako slabila. Ostali su neutralni u Tridesetogodišnjem ratu, ali s   ratnim razaranjima i novom transatlantskom orijentacijom europske trgovine, Hanza, a time i Lübeck, su izgubili važnost. Nakon de facto raspuštanja Hanze 1669., Lübeck je ostao važan trgovački grad na Baltičkom moru.

### Prva suverenost godine 1806
Lübeck je ostao slobodni carski grad 1803., pa čak i nakon njemačke medijatizacije postao suverena država nakon raspuštanja Svetog Rimskog Carstva godine 1806. Tijekom rata Četvrte koalicije protiv Napoleona,   postrojbe pod Bernadotteom su okupirale   neutralni Lübeck nakon bitke protiv Blüchera 6. studenog 1806.

### Prva aneksacija
Pod kontinentalnim sustavom, 1811. – 1813. trgovina u Lübecku je trpila i Lübeck je bio službeno uklopljen u Prvo Francusko Carstvo.

### Ponovna uspostava suverene države 1813.
Lübeck je ponovo godine 1813. potvrdio svoj status kakav je imao prije 1811.  Bečki kongres 1815. godine potvrdio je neovisnost Lübecka koji je postao jedan od 39 suverenih država Njemačke Konfederacije. Lübeck se pridružio Sjevernom Njemačkom Savezu godine 1867. Sljedeće godine Lübeck je prodao svoj udio u Bergedorfu Slobodnom i Hanzeatskom gradu Hamburgu, koji je također bio suverena država u Sjevernoj njemačkoj konfederaciji. Godine 1871. Lübeck je postao samostalna država u novoosnivanom njemačkom carstvu. Njegov status je tijekom Weimarske Republike bio zbog Republičkog sprovođenja   prava na utvrđivanje državnih i carskih poreza. Godine 1933., u tijeku Gleichschaltunga, Senat Lübecka  (gradska vlast) i Bürgerschaft (parlament) bili su izmijenjeni izbornim inženjeringom kako bi osigurali nacističku većina. Do 1935. državnost Lübecka, kao i ostalih   njemačkih država, potpuno je izblijedjela, iako nije službeno dokinuta.

### Druga i krajnja aneksacija
Godine 1937., nacisti su donijeli “Zakon o Velikom Hamburgu”, pri čemu je obližnji hanzeatski grad Hamburg proširen te je uključivao gradove koji su nekoć pripadali pruski pokrajini Schleswig-Holstein. Kako bi se kompenzirali ti gubici Pruske (a dijelom i zato što je Adolf Hitler imao osobnu odbojnost prema Lübecku nakon što mu nije bila dozvoljena predizborna kampanja godine 1932.), 711- godina dugoj državnosti Lübecka došao je kraj i gotovo sav njegov teritorij je uklopljen u Schleswig-Holstein.
Lübeck je okupirala britanska vojska u završnim danima Drugog svjetskog rata. Sovjetska vojska je kasnije okupirala svo područje istočno od grada, prema dogovoru savezničkih zemalja. Pruska je raspuštena kao država od strane okupacijskih snaga nakon rata. Međutim, za razliku od Hamburga i Bremena, Lübecku nije vraćena državnost. Umjesto toga grad je uklopljen u novu saveznu državu Schleswig-Holstein. Položaj Lübecka na unutarnjoj njemačkoj granici, odsječenost   grada od većine svog zaleđa, bio je ključni faktor u tom razvoju.